# Bahnstrecke Havlíčkův Brod–Humpolec
| Kursbuchstrecke (SŽ): | 237                  |                                            |                                            |
| Streckenlänge: | 25,18 km             |                                            |                                            |
| Spurweite: | 1435 mm (Normalspur) |                                            |                                            |
| Streckengeschwindigkeit: | 50 km/h              |                                            |                                            |
| |                      |                                            |                                            |
| \| \| \| von Brno-Židenice \| \| \| \| \| von Znojmo (vorm. ÖNWB) \| \| \| \| 0,000 \| Havlíčkův Brod früher Deutschbrod \| 425 m \| \| \| \| nach Kolín und nach Pardubice (vorm. ÖNWB) \| \| \| \| 3,225 \| Dolík \| 450 m \| \| \| 4,944 \| Petrkov früher Bad Peterkau \| 470 m \| \| \| 7,541 \| Lípa früher Linden \| 505 m \| \| \| 10,325 \| Radňov \| 485 m \| \| \| 14,363 \| Herálec Heraletz-Pollerskirchen \| 540 m \| \| \| 15,765 \| Slavníč \| 560 m \| \| \| 17,526 \| Kamenice u Humpolce \| 580 m \| \| \| 20,812 \| Plačkov \| 585 m \| \| \| 25,180 \| Humpolec früher Humpoletz \| 555 m \| |                      |                                            |                                            |
| Strecke |                      | von Brno-Židenice                          | von Brno-Židenice                          |
| Abzweig geradeaus und von links |                      | von Znojmo (vorm. ÖNWB)                    | von Znojmo (vorm. ÖNWB)                    |
| Bahnhof | 0,000                | Havlíčkův Brod früher Deutschbrod          | 425 m                                      |
| Abzweig geradeaus und nach rechts |                      | nach Kolín und nach Pardubice (vorm. ÖNWB) | nach Kolín und nach Pardubice (vorm. ÖNWB) |
| Haltepunkt / Haltestelle | 3,225                | Dolík                                      | 450 m                                      |
| Haltepunkt / Haltestelle | 4,944                | Petrkov früher Bad Peterkau                | 470 m                                      |
| Haltepunkt / Haltestelle | 7,541                | Lípa früher Linden                         | 505 m                                      |
| Haltepunkt / Haltestelle | 10,325               | Radňov                                     | 485 m                                      |
| Haltepunkt / Haltestelle | 14,363               | Herálec Heraletz-Pollerskirchen            | 540 m                                      |
| Haltepunkt / Haltestelle | 15,765               | Slavníč                                    | 560 m                                      |
| Haltepunkt / Haltestelle | 17,526               | Kamenice u Humpolce                        | 580 m                                      |
| Haltepunkt / Haltestelle | 20,812               | Plačkov                                    | 585 m                                      |
| Kopfbahnhof Streckenende | 25,180               | Humpolec früher Humpoletz                  | 555 m                                      |

Die Bahnstrecke Havlíčkův Brod–Humpolec ist eine Eisenbahnverbindung in Tschechien, die ursprünglich als landesgarantierte Lokalbahn Deutschbrod–Humpoletz (tschech.: Místní dráha Německý Brod–Humpolec) erbaut und betrieben wurde. Die Strecke führt von Havlíčkův Brod (Deutsch Brod) nach Humpolec.
Nach einem Erlass der tschechischen Regierung ist die Strecke seit dem 20. Dezember 1995 als regionale Bahn („regionální dráha“) klassifiziert.

## Geschichte

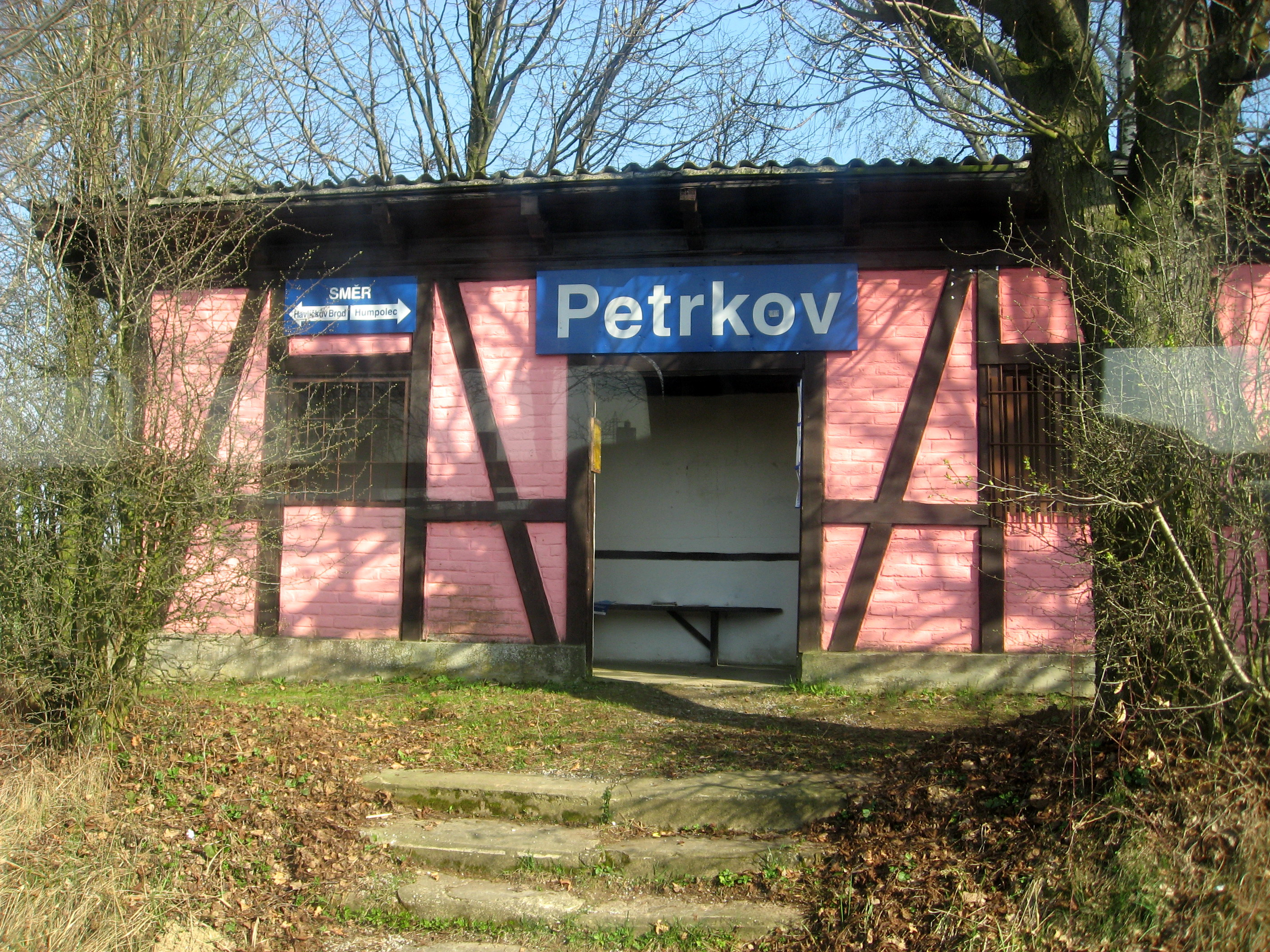
Haltestelle Petrkov (2009)

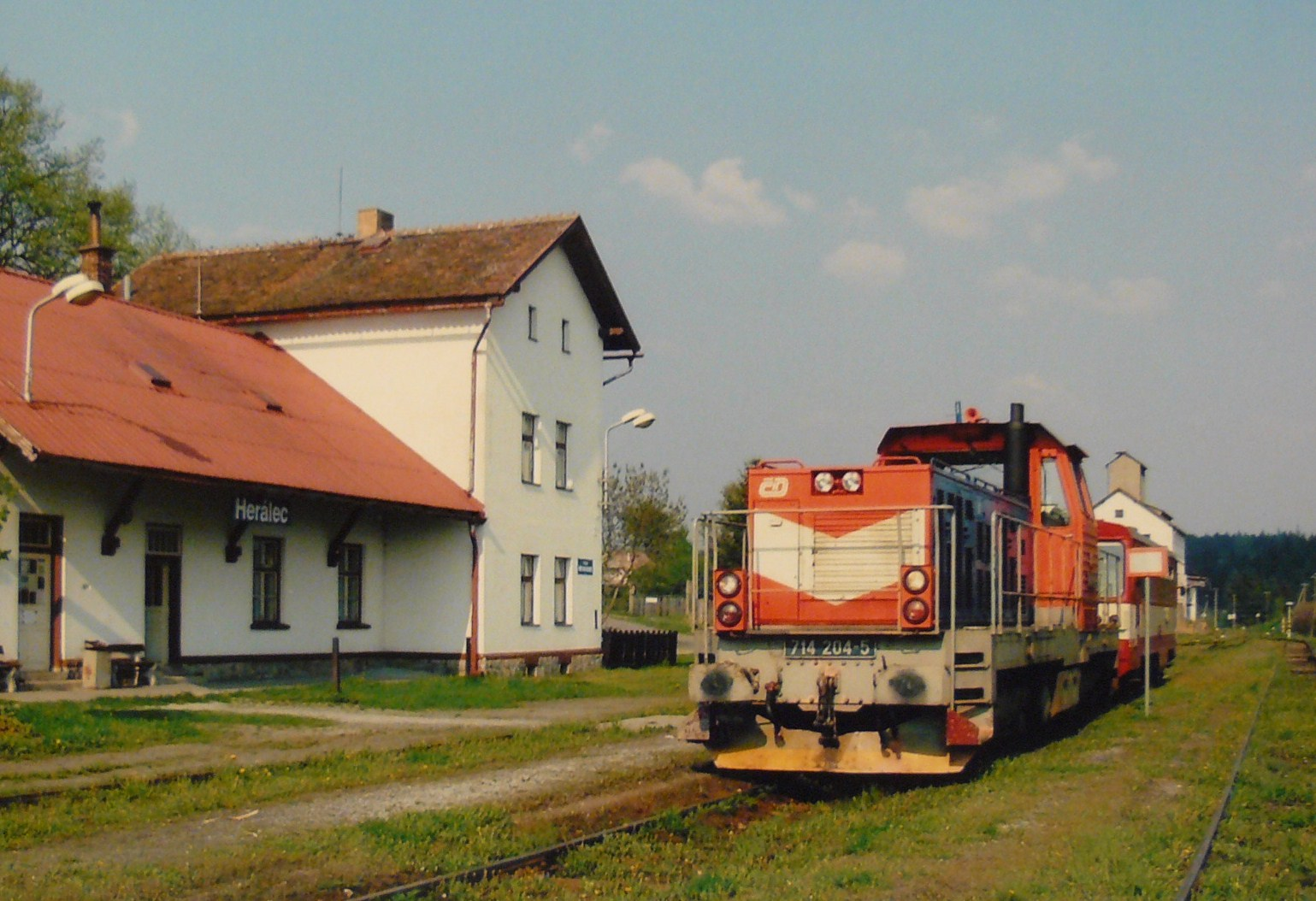
Reisezug in Herálec (2008)

Am 4. Juni 1893 wurde die Konzession zum Baue und Betriebe einer als normalspurige Lokalbahn auszuführenden Lokomotiveisenbahn von der Station Deutsch Brod der privilegierten österreichischen Nordwestbahn nach Humpoletz erteilt.  Am 1. September 1894 wurde die Strecke eröffnet.
Den Betrieb führte die Österreichische Nordwestbahn (ÖNWB) im für Rechnung der Eigentümer aus. Nach deren Verstaatlichung 1909 ging die Betriebsführung an die k.k. Staatsbahnen (kkStB) über. Im Jahr 1912 wies der Fahrplan der Lokalbahn drei gemischte Zugpaare 2. und 3. Klasse über die Gesamtstrecke aus. Die Züge benötigten für die 26 Kilometer etwa eine Stunde und 20 Minuten.
Nach dem Zerfall Österreich-Ungarns im Oktober 1918 ging die Betriebsführung an die neu gegründeten Tschechoslowakischen Staatsbahnen (ČSD) über. Am 1. Januar 1925 wurde die Lokalbahn Deutschbrod–Humpoletz verstaatlicht und die Strecke wurde ins Netz der ČSD integriert. Sie wurde fortan von der Staatsbahndirektion (Ředitelství státních drah) Praha Jih verwaltet.
Die Indienststellung moderner Motorzüge durch die ČSD ermöglichte Ende der 1920er Jahre eine signifikante Verdichtung des Fahrplanes. Im Winterfahrplan von 1928/29 sind fünf als Motorzug geführte Personenzugpaare verzeichnet. Der Winterfahrplan von 1937 verzeichnete werktags bereits acht Zugpaare, wovon fünf als Motorzug verkehrten.
Im Zweiten Weltkrieg lag die Strecke zur Gänze im Protektorat Böhmen und Mähren. Betreiber waren jetzt die Protektoratsbahnen Böhmen und Mähren (ČMD-BMB). Am 9. Mai 1945 kam die Strecke wieder vollständig zu den ČSD.
Am 1. Januar 1993 ging die Strecke im Zuge der Auflösung der Tschechoslowakei an die neu gegründeten České dráhy (ČD) über. Seit 2003 gehört sie zum Netz des staatlichen Infrastrukturbetreibers Správa železniční dopravní cesty (SŽDC).
Im Jahresfahrplan 2013 wurde die Strecke in einem angenäherten Zweistundentakt von Personenzügen bedient.
Die Strecke Havlíčkův Brod–Humpolec wird zusammen mit der Bahnstrecke Trutnov střed–Teplice nad Metují als eine von zwei regionalen Bahnen in Tschechien in einem Pilotprojekt mit dem europäischen Zugbeeinflussungssystem ETCS ausgerüstet. Eine entsprechende Ausschreibung veröffentlichte die Infrastrukturverwaltung am 19. Juli 2021. Zum Einsatz kommt die Version L1 LS Regional.

## Fahrzeugeinsatz

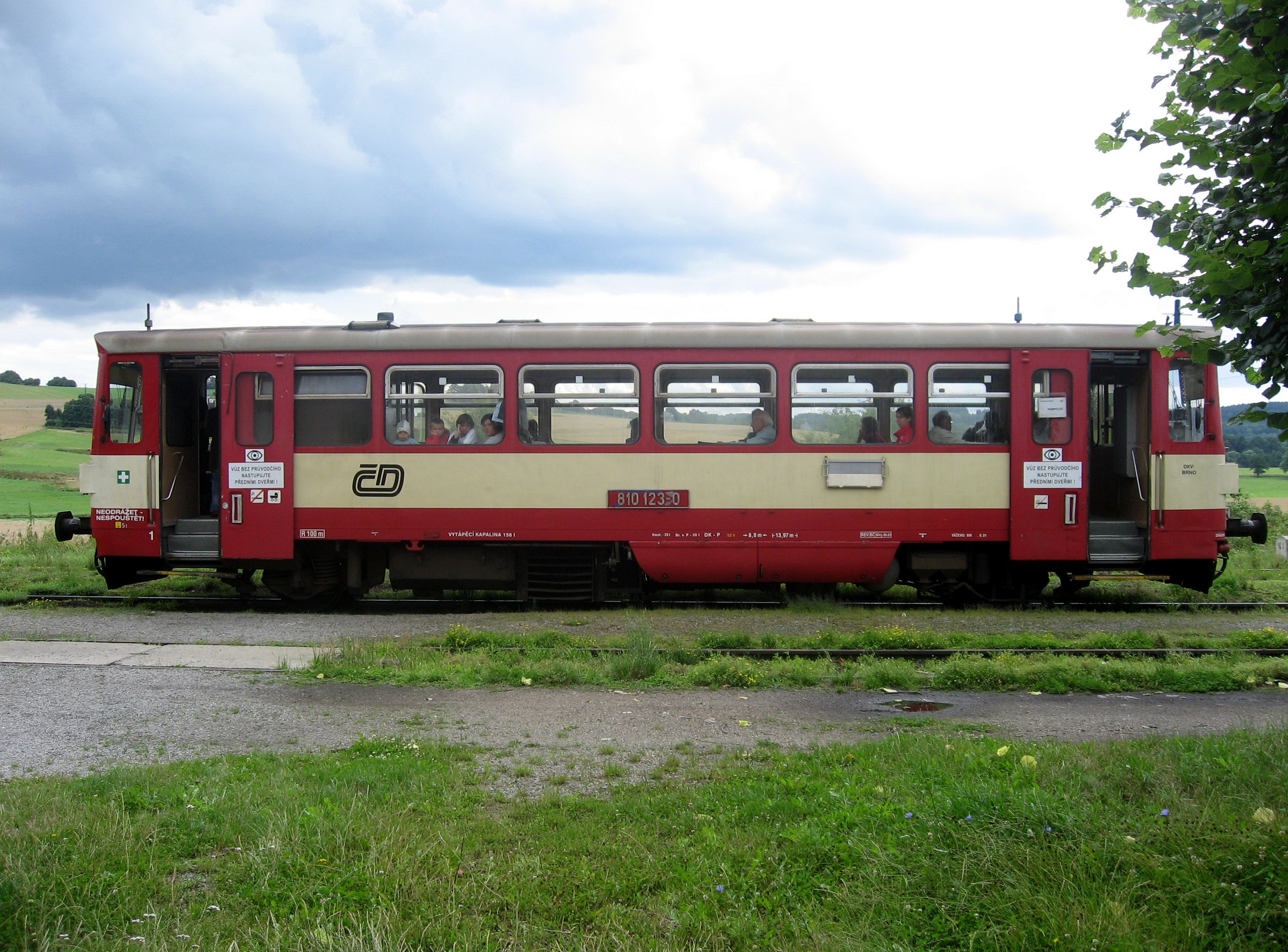
ČD-Baureihe 810 (2008)

Die Lokalbahn Deutschbrod–Humpoletz beschaffte keine eigenen Lokomotiven. Zum Einsatz kamen Lokomotiven der ÖNWB.
Die ČD befährt seit der letzten Ausschreibung im Jahr 2006 für 2011 bis 2021 die Strecke vornehmlich mit Triebwagen der ČD-Baureihe 841, die eigens für die Ausschreibung der Strecken im Kraj Vysočina bestellt wurden, sowie vereinzelt noch Fahrzeuge der ČD-Baureihe 810, die den Fahrzeugbetrieb auf der Strecke in den vorherigen Jahren prägte.